# Trine (videogioco)
Trine è un videogioco a piattaforme con elementi rompicapo ambientato nel tempo medievale-fantasy; è sviluppato dall'azienda finlandese Frozenbyte. È stato pubblicato per Microsoft Windows il 3 luglio 2009, mentre una versione per PlayStation Network, inizialmente prevista per il medesimo mese, è stata in seguito posticipata per la scoperta di un bug all'ultimo momento: il gioco è stato reso in seguito disponibile per il download il 17 settembre 2009 per gli utenti europei, il 22 ottobre 2009 per quelli statunitensi e il 31 marzo 2010 per quelli giapponesi.

## Modalità di gioco
Il giocatore può selezionare, in ogni momento, uno fra tre differenti personaggi da controllare, Ognuno di essi possiede abilità speciali: 
- Amadeus, il Mago, può evocare scatole di varie dimensioni e delle passerelle, e può spostare gli oggetti grazie alla magia;
- Pontius, il Cavaliere, può combattere corpo a corpo con i nemici, utilizzando spada e scudo, oltre che raccogliere e lanciare oggetti;
- Zoya, la Ladra, possiede un rampino che si può attaccare su alcune superfici e un arco con il quale colpire nemici lontani.

Ogni personaggio è dotato di due indicatori, che mostrano vita e energia, entrambi ricaricabili tramite apposite pozioni: rosse per la vita, blu per l'energia, utile per l'esecuzione di alcune abilità; se uno dei personaggi muore, è automaticamente resuscitato una volta raggiunti dei checkpoint sparsi nei vari livelli utilizzando i personaggi rimasti. Sparse per il mondo di gioco ci sono anche delle pozioni di colore verde che danno punti esperienza: ogni volta che se ne collezionano 50, i personaggi possono selezionare nuove abilità speciali, o migliorare quelle già possedute. Ad esempio la ladra potrà scoccare frecce incendiarie, mentre il mago potrà evocare più oggetti contemporaneamente. Durante l'esplorazione dei livelli ci si può anche imbattere in forzieri, contenenti oggetti che danno bonus ai personaggi. Sono presenti anche dei boss tipo scheletri giganti e altre grandi creature.
In Trine è stato implementato il motore fisico PhysX di nVidia, tramite il quale vengono proposti puzzle che possono essere risolti grazie alla manipolazione di oggetti.
È possibile giocare in modalità multiplayer cooperativa locale, in due o tre persone.

## Enchanted Edition
Una nuova versione del gioco, intitolata Trine: Enchanted Edition è stata pubblicata nel 2014 per PlayStation 4, Xbox One e Microsoft Windows, Successivamente anche per le console Nintendo WII U e Switch ecc. 
Questa nuova edizione sviluppata con un nuovo motore grafico già utilizzato in Trine 2, aggiunge 12 sfide, la modalità multiplayer online, e una resa estetica migliore.

## Sviluppo
Trine è il terzo titolo realizzato da Frozenbyte, dopo Shadowgrounds e il seguito Shadowgrounds Survivors. Partito con un budget di 30,000 € e un gruppo composto da tre persone, è stato terminato con una spesa di 800,000€ e componenti aggiuntivi che hanno raggiunto i sedici impiegati.
Inizialmente il gioco doveva avere livelli più grandi e aperti, e privilegiare maggiormente enigmi classici come cercare chiavi per aprire porte chiuse; inoltre i livelli dovevano essere suddivisi in sezioni da completare entro un limite temporale.

## Accoglienza
| Testata                        | Versione      | Giudizio |
| ------------------------------ | ------------- | -------- |
| Metacritic (media al 15/04/23) | PlayStation 3 | 83/100   |
| Metacritic (media al 15/04/23) | WII U         | 80/100   |
| Metacritic (media al 15/04/23) | N. Switch     | 73/100   |
| Metacritic (media al 15/04/23) | PC            | 80/100   |
| OpenCritic (media al 15/04/23) | collettivo    | 82/100   |
| Everyeye.it                    | PC            | 8.5/10   |
| Multiplayer.it                 | PC            | 8.1/10   |

Trine è stato generalmente ben accolto dalla critica specializzata: il punteggio dell'aggregatore di recensioni Metacritic è di 80% per la versione Windows e 83% per quella PlayStation Network.
Nel 2017 il Museo Finlandese dei Giochi (Suomen pelimuseo, dedicato anche a giochi non elettronici) lo annoverò tra i suoi primi 100 classici giochi finlandesi.

### Premi
- GameSpot's E3 2009 Awards nella categoria Best Downloadable Game[16]

- Co-Optimus' Game of the Year Awards 2009  nella categoria Best Downloadable Co-Op Title[17]

## Trineverse
Per Trineverse (universo di Trine) s'intende tutti i giochi appartenenti alla serie, tale definizione coniata da Frozenbyte, dall'8 ottobre 2019 viene usata anche su Steam per l'omonimo bundle, include anche Nine Parchments:
- Trine (2009) (The Lost Relic)[19]
  - Trine Enchanted Edition (2014) remade
- Trine 2 (2011) (Forest of Mystery and the Power of Three)[19]
  - Trine 2: Goblin Menace (2012) DLC
  - Trine 2: Complete Story (2013)
- Trine 3: The Artifacts of Power (2015)[20]
- Nine Parchments (2017) sparatutto isometrico[21]
- Trine 4: The Nightmare Prince (2019)[22]
  - Trine 4: Toby's Dream (2019) DLC gratuito[23]
  - Trine 4: Melody of Mystery (2020) DLC
- Trine 5: A Clockwork Conspiracy (2023) pubblicazione pianificata al 31 agosto.[24]